# خزان صافر
خزان صافر العائم عبارة عن سفينة عائمة لتخزين وتفريغ النفط، ترسو في البحر الأحمر شمال مدينة الحديدة اليمنية.

## التاريخ
تم بناء ناقلة صافر في عام 1976 من قبل شركة هيتاشي زوسن في اليابان بصفتها ناقلة النفط إيسو جابون. وعند بنائها كانت حمولتها الإجمالية 192,679 طنًا، ووزنها يبلغ 406,640 طنًا، ويبلغ طولها 362 متر (1,188 قدم)، وتعمل الناقلة بواسطة توربين بخاري بسرعة خدمة تبلغ 15.5 عقدة (17.8 ميل/س).
في عام 1987 تم تحويل الناقلة إلى سفينة تخزين غير مدفوعة وأعيدت تسميتها صافر. حيث كانت راسية على بعد 7 كيلومتر (4.3 ميل) قبالة سواحل اليمن في عام 1988 تحت ملكية الحكومة اليمنية عبر المؤسسة اليمنية العامة للنفط والغاز التي استخدمتها لتخزين وتصدير النفط من حقول النفط الداخلية في مأرب. تستطيع صافر تخزين حوالي ثلاثة ملايين برميل من النفط.

## تدهور السفينة
في مارس 2015 مع بداية الحرب الأهلية اليمنية سيطرت قوات الحوثيون على الناقلة، وفي السنوات التالية تدهورت حالتها الهيكلية بشكل كبير ما أدى إلى خطر اختراق كارثي أو انفجار أبخرة النفط التي عادة ما يتم قمعها عن طريق الغاز الخامل المتولد على متنها،  وتشير التقديرات إلى أن السفينة تحتوي على حوالي 1.14 مليون برميل من النفط بقيمة تصل إلى 80 مليون دولار أمريكي، والتي أصبحت نقطة خلاف في المفاوضات بين متمردي الحوثي والحكومة اليمنية، وكلاهما يطالب بأحقيته في البضائع والسفينة.
في أوائل ديسمبر 2019 ذكرت قناة الجزيرة أن النفط بدأ في التسرب من الناقلة على الرغم من أن صور الأقمار الصناعية اللاحقة أظهرت أن التقرير كان غير دقيق وليس هناك أي علامة على وجود تسرب من السفينة.
دخلت المياه في منتصف 2020 إلى غرفة محرك الناقلة، ما زاد من مخاطر غرقها أو انفجارها وقالت الأمم المتحدة إنه كان من الممكن أن ينتهي الأمر بكارثة. بعد تسرب في نظام التبريد دخلت المياه إلى غرفة الآلة مما دفع مجلس الأمن التابع للأمم المتحدة إلى عقد اجتماع خاص حول الأمر في يوليو 2020.

## خطة الأمم المتحدة
اعلنت الأمم المتحدة في ديسمبر 2021 عن خطة تشغيلية لمواجهة تهديد التسرب النفطي من الخزان صافر،حظيت بدعم دولي كبير، واعلنت الحكومة اليمنية المعترف بها دولياً دعمها للخطة وتقديمها 5 مليون دولار للمساهمة في العملية.
في 5 مارس 2021 وقعت الأمم المتحدة و حكومة الأمر الواقع في صنعاء مذكرة تفاهم تلزم حكومة الأمر الوقع بتعاون وتسهيل نجاح الخطة.
تضمنت الخطة التشغيلة عملية نقل لنفط من خزان صافر الى سفينة اخرى تشتريها الأمم المتحدة وتعاقد مع شركة متخصصة لتنفيذ العملية

## وصلات خارجية
- خزان صافر العائم: «كارثة بيئية» تهدد سواحل اليمن والبحر الأحمر